# نسیم بیداری
نسیم بیداری ماهنامه‌ای سیاسی، فرهنگی و اصلاح طلب است که اولین شماره آن در آذرماه ۱۳۸۸ منتشر شد.

## شروع چاپ و تاریخچه
این ماهنامه از آذرماه ۱۳۸۸ به مدیرمسولی سید محمد مهدی طباطبایی از اعضای سابق دفتر تحکیم وحدت منتشر شد. برخی روزنامه‌نگاران اصلاح طلب ایرانی از جمله مسعود بهنود، سعید لیلاز و صادق زیباکلام ، سید حمید متقی و پدرام سهرابلو در این مجله قلم می‌زدند.
این نشریه از جمله معدود رسانه‌های مکتوب ایران است که تاریخ و مسائل ایران را از نگاه اصلاح طلبانه بررسی کرده‌است. انتشار برخی سخنرانی‌های میرحسین موسوی و سید محمد خاتمی در کنار مصاحبه با چهره‌هایی چون بهزاد نبوی و فائزه هاشمی، ابوالقاسم سرحدی زاده، فرشاد مومنی، صادق زیباکلام و... موجب جنجال‌هایی در فضای رسانه‌ای ایران شده‌است. نسیم بیداری بیشتر به تاریخ معاصر توجه داشته و در این زمینه فعالیت‌های گسترده‌ای داشته‌است. از جمله این موضوعات می‌توان به شماره ۱۶ این ماهنامه اعتدال در اغما اشاره کرد که در آن به نقد و بررسی نقشهاشمی رفسنجانی از ابتدای انقلاب پرداخته، در شماره دهم نیز در مجموعه مطالبی با عنوان انقلابی رو سفید، به بازخوانی اندیشه‌ها ونقش محمود طالقانی در تاریخ معاصر پرداخته است. این ماهنامه هم چنین در شماره‌نهم خود به به بررسی عملکرددولتهای ایران با عنوان از بازرگان تا احمدی نژاد همت گماشت. در شماره ۱۷ این نشریه نیز تاریخچه مجالس جمهوری اسلامی مورد کنکاش قرار گرفته‌است. در این شماره با محمد خوش چهره نماینده اصولگرای مجلس هفتم گفت وگو شده‌است. وی در این گفت وگو به صراحت انتخابات مجلس هشتم را ناسالم ومتقلبانه دانسته است.
این ماه نامه اصلاح طلب هم چنین در شماره ۲۲ خود مطالبی با عنوان «امام اعتدال» به سیره وسرنوشت امام موسی صدر پرداخت. در این شماره یادداشتی ازمسعود بهنود نیز منتشر شد. انتشار این یادداشت با عصباینت گسترده رسانه‌های حاکم مواجه شد.
نسیم بیداری در شماره ۲۳ خود نیز با عنوان «رگ زنی اصلاحات» به تجربیات نوگرایانه امیرکبیر،رضاشاه،آیت الله خمینی، میرزاحسین خان سپهسالار، محمد مصدق و سیدمحمد خاتمی پرداخت. در این شماره صادق زیباکلام تأکید کرده بود که رضاخان بدون اطلاع بریتانیا کودتای سوم اسفندماه را ترتیب داده است.
نسیم بیداری در شماره ویژه نوروز سال ۱۳۹۱ نیز در پرونده‌ای با عنوان«رازهای سرزمین من» اقدام به انتشار صد روایت از صد نوروز(۱۲۹۱-۱۳۹۰) کرد. این ابتکار «نسیم بیداری» با استقبال مخاطبان مواجه شد. در این شماره اوضاع و احوال سیاسی اجتماعی ایرانیان در بازه زمانی ۱۵ اسفند تا ۱۵ فروردین هر سال مورد بررسی قرار گرفته‌است.
نسیم بیداری در شماره ویژه نوروز سال ۱۳۹۲ نیز پرونده‌ای را به ۱۱۰ دولت ایران از سال ۱۲۸۵ تا ۱۳۵۷ اختصاص داده است.

## سبک کاری
این ماهنامه شامل چند قسمت کلی با عنوان‌های پیشخوان سیاست و نامه ماه است که در همه شماره‌ها وجود دارد و همچنین چند عنوان که گه گاه افزوده می‌شود. این ماهنامه جزء معدود ماهنامه‌های اصلاح طلب است و معمولاً اخبارسید محمد خاتمی رئیس‌جمهور گذشته ایران، سید حسن خمینی و آیت الله صانعی را به صورت ویژه پوشش می‌دهد. این ماهنامه با مقاله‌ای از مدیر مسئول شروع می‌شود. تحلیل‌های سیاسی «نسیم بیداری» با عنوان «ویژه» نیز از دیگر بخش‌های خواندنی این نشریه است.

## مصاحبه با فائزه هاشمی رفسنجانی
نسیم بیداری در اردیبهشت ماه ۱۳۹۰، شماره ۱۶ خود را به هاشمی رفسنجانی اختصاص داده بود و مصاحبه‌هایی نیز با فرزندان وی از جمله فائزه هاشمی داشت.
در پی انتشار مصاحبهٔ فائزه هاشمی رفسنجانی در ماهنامه «نسیم بیداری»، نسبت به نحوهٔ انتشار و انعکاسِ مصاحبهٔ مذکور ابراز نارضایتی کرده و با صدور تکذیبیه‌ای، خاطرنشان کرده‌است “تغییراتی در مصاحبه بدون اطلاع اینجانب – و بر خلاف توافقات از پیش صورت گرفته – انجام پذیرفته است، که شامل حذف و اضافهٔ برخی کلمات و عبارات می‌باشد. ”
فائزه هاشمی در اعتراض به تغییر مصاحبه اش گفت: ” هرگز به خمینی امام و به خامنه‌ای مقام معظم رهبری نمی‌گویم و اصلا قبول ندارم که آقای هاشمی، یار آقای خمینی بودند، بلکه میگم همراه آقای خمینی بودن و به ایشون کمک کردند. ”
در پیام فائزه هاشمی آمده‌است:
" به دنبال انتشار مصاحبه اینجانب در شماره شانزدهم (اردیبهشت ماه) ماهنامه «نسیم بیداری»، ضمن تشکر از مدیران نشریه، از خوانندگان محترم به دلیل ایجاد تغییراتی در مصاحبه مذکور، که بدون اطلاع اینجانب توسط تحریریه آن نشریه صورت گرفت و شامل حذف بخش‌هایی و اضافه کردن کلمات و عباراتی دیگر، و همچنین عمل نکردن به توافقات انجام شدهٔ قبل از مصاحبه بر خلاف اخلاق و تعهدات حرفه‌ای که نتیجه آن تغییر روح و فلسفه مصاحبه و پدید آمدن متنی با ده مورد بر خلاف اعتقادات و منش اینجانب بود، عذرخواهی می‌کنم. "
قسمتهایی از جوابیه ماهنامه نسیم بیداری بدین شرح است:
"طبق قرار قبلی، متن تنظیم شده مصاحبه، قبل از چاپ نشریه در اختیار ایشان قرار گرفت، منتها با کمال تعجب، ایشان تغییرات فراوانی را در متن مصاحبه اعمال کردند، به گونه ایکه تقریباً نصف مصاحبه را سانسور و حذف کردند و نکته جالب اینکه، دامنه اعمال اصلاحات خانم هاشمی به اندازه‌ای بود که حتی در موردی، سؤال مطرح شده از سوی خبرنگار نسیم بیداری را نیز به دلخواه خود تغییر دادند و با توجه به سؤال جدید! به آن پاسخ دادند!
بلافاصله پس از انتشار مجله و پیرو تماس شخص خانم هاشمی با دفتر مجله، تمام موارد رخداده به ایشان توضیح داده شد و حتی به ایشان یادآور شدیم که در شماره آینده مجله، در توضیحی برای خوانندگان عزیز، شرح ماجرا را بیان خواهیم کرد، به همین دلیل، انتشار متن اعتراضی ایشان، بیش از پیش، عجیب به نظر می‌آید."

## رسانه‌های محافظه کار
مشی این نشریه انتقادات زیادی از سوی رسانه‌های محافظه کار را به همراه داشته‌است. ”
پایگاه خبری برهان درباره عملکرد این نشریه مدعی شده است:«شاید در میان نشریات و مکتوباتی که به نوعی در میان تاریخ و سیاست در آمدوشد هستند «نسیم بیداری» از این حیث که به خوبی از ابزار تاریخ برای تحقق منویات سیاسی خود سود می‌برد، سرشناس‌ترین باشد. «نسیم بیداری» در عمر ۲-۳ سالهٔ خود با پرداختن به موضوعات غالباٌ حول محور تاریخ و گذار هدفمند و مکرر از عینیت موجود به ذهنیت خود ساخته، با طرح موضوعات چالش‌برانگیز درصدد جهت‌دهی به مخاطب خود و ذائقه‌سازی برای ایشان در متشابهات، و در صورت نیاز محکمات تاریخی و سیاسی است...«نسیم بیداری» بنابر ادعای خود، مدعی آزادی‌خواهی است و آزادی می‌خواهد. آزادی برای تقلیل انقلاب اسلامی به یک انقلاب از جنس انقلاب‌های اروپایی که صرفاً در چارچوب عالم ماده می‌گنجد، آزادی برای ستایش سکولاریسم و تقدم‌دهی سیاست بر دیانت در انقلاب اسلامی، آزادی برای تحریف شخصیت‌های بزرگی چون آیت‌الله طالقانی و شهید بهشتی، آزادی برای مدح ملی گرایان و ذم ولایتمداران، برای مصادره شریعتی‌ها و امام موسی صدرها، آزادی برای قیاس‌های مع الفارق میان گذشته و حال و آرزوی توأم با توهم دیدن خاتمی در قامت امیرکبیر. آزادی برای القای تفرقه و شکاف میان نسل متقدم و متأخر انقلاب، برای ستایش مشروطه‌خواهان به قیمت نبود شیخ فضل‌الله‌ها، آزادی برای تکریم و تمجید خاندان پهلوی و هر آنکه خیانت به ملت ایران مایه مباهات اوست، آزادی برای...» این سایت خبری در پایان خواهان برخورد قاطع وزارت ارشاد با این مجله اصلاح طلب شده‌است.

## توقیف نسیم بیداری
از روز یکشنبه ۱۰ اردیبهشت و هم‌زمان با توزیع شماره ۲۶ ماهنامه، خبرهایی غیررسمی مبنی بر جمع‌آوری مجله از سطح کیوسک‌های مطبوعاتی در شهر تهران به گوش رسید وشایعاتی درباره توقیف این نشریه اصلاح طلب در رسانه‌ها منتشر شد. سرانجام پس از دو روز خبرتوقیف ماهنامه «نسیم بیداری» تأیید شد.
به گزارش خبرنگار قانون آنلاین، ماهنامه «نسیم بیداری» که از سال ۸۸ تاکنون منتشر می‌شد با دستور بازپرس شعبه نهم دادسرای فرهنگ و رسانه به علت تخلف از مصوبات شورای عالی امنیت ملی در شماره‌های ۲۵ و ۲۶ به مدت دو ماه توقیف شد.
متن دستور بازپرس شعبه نهم دادسرای فرهنگ و رسانه به وزیر ارشاد به این شرح است:
وزیر محترم فرهنگ و ارشاد اسلامی
سلام علیکم
با عنایت به اعلام جرم و شکایت دادستان محترم عمومی و انقلاب تهران علیه مدیرمسئول نشریه نسیم بیداری جناب آقای سید محمدمهدی طباطبایی مبنی بر تخلف از مصوبات شورای عالی امنیت ملی در شماره‌های ۲۵ و ۲۶ نشریه سابق الذکر، با توجه به مجموع محتویات پرونده و به استناد تبصره ۲ ماده ۵ قانون مطبوعات به لحاظ تخلف از مصوبات شورای عالی امنیت ملی، قرار توقیف نشریه نسیم بیداری از این تاریخ (۱۰/۲/۱۳۹۱) به مدت دو ماه صادر و اعلام، بنابراین از ادامه چاپ و انتشار و توزیع آن به مدت دو ماه جلوگیری به عمل آید و نتیجه به قید فوریت به این مرجع گزارش شود. دستور قضایی فوق به موجب ماده ۵۷۶ قانون مجازات اسلامی لازم الاتباع می‌باشد.
منصوری
بازپرس شعبه نهم دادسرای فرهنگ و رسانه (کارکنان دولت)
متن نامه معاونت مطبوعاتی وزارت ارشاد خطاب به صاحب امتیاز نسیم بیداری نیز به شرح زیر است:
جناب آقای سید محمد مهدی طباطبایی
صاحب امتیاز محترم نشریه نسیم بیداری
با سلام
به پیوست تصویر نامه بازپرس محترم شعبه نهم دادسرای فرهنگ و رسانه مبنی بر صدور صدور قرار توقیف نشریه» نسیم بیداری «از تاریخ ۱۰/۲/۹۱ به مدت دو ماه ارسال می‌گردد. ضروری است بر اساس حکم قضایی از انتشار نشریه جلوگیری به عمل آید.
پدرام پاک آئین
مدیرکل امور مطبوعات و خبرگزاری‌های داخلی ”
«نسیم بیداری» در شماره ۲۶ خود گفتوگویی با سیدمحمد خاتمی انجام داده بود و در این مصاحبه به میراث نلسون ماندلا برای صلح طلبان جهان پرداخته بود. عکس روی جلد این شماره نیز به انعکاس تصویر ماندلا در شیشه عینک سیدمحمد خاتمی اختصاص داشت. در صفحات دیگر این شماره به پرونده‌ای با عنوان«بلاتکلیفی توسعه در ایران» بر می‌خوریم. در این پرونده گفت وگوی‌هایی با محمد ستاری‌فر، مهدی نصیری، موسی غنی نژاد، مسعود نیلی، فرشاد مومنی و... انجام شده‌است.
یکی دیگر از مجموعه مطالب حذاب شماره بیست وششم این نشریه بحث حقوقی استعفای احتمالی رئیس‌جمهور است. در این بخش با محمود آخوندی و سید محمد هاشمی از حقوق دادنان برجسته کشور و سید محمد رضا خاتمی نایب رئیس مجلس ششم گفت وگو شده‌است.

## انتشار مجدد
سه ماه پس از توقیفنسیم بیداری، این نشریه مجدداً روی دکه رفت. در شماره ۲۷ این نشریه مطالبی از فریدون وردی نژاد، محمد صدر، علی ربیعی، عبدالجبار کاکایی وصادق زیباکلام منتشر شده بود. در دورجدید فعالیت نسیم بیداری بخش پیامک-پیام‌های خوانندگان- حذف شده‌است.